# Charles Amet
Pour les articles homonymes, voir Amet.
Charles Victor Eugène Amet, né le 11 novembre 1824 à Besançon, fils de Pierre-Théodore Alphonse Amet, négociant et de Marie Anne Stéphanie Bletry (originaire de Belfort) et mort le 5 février 1902 à Paris 8e, est un officier de marine français des XIXe et XXe siècles. Il sert dans la Marine nationale et impériale française pendant toute la seconde moitié du XIXe siècle et termine sa carrière au grade de Vice-amiral, décoré de la Grand-croix de la Légion d'honneur et au commandement de l'escadre de Méditerranée.

## Biographie

### Carrière militaire

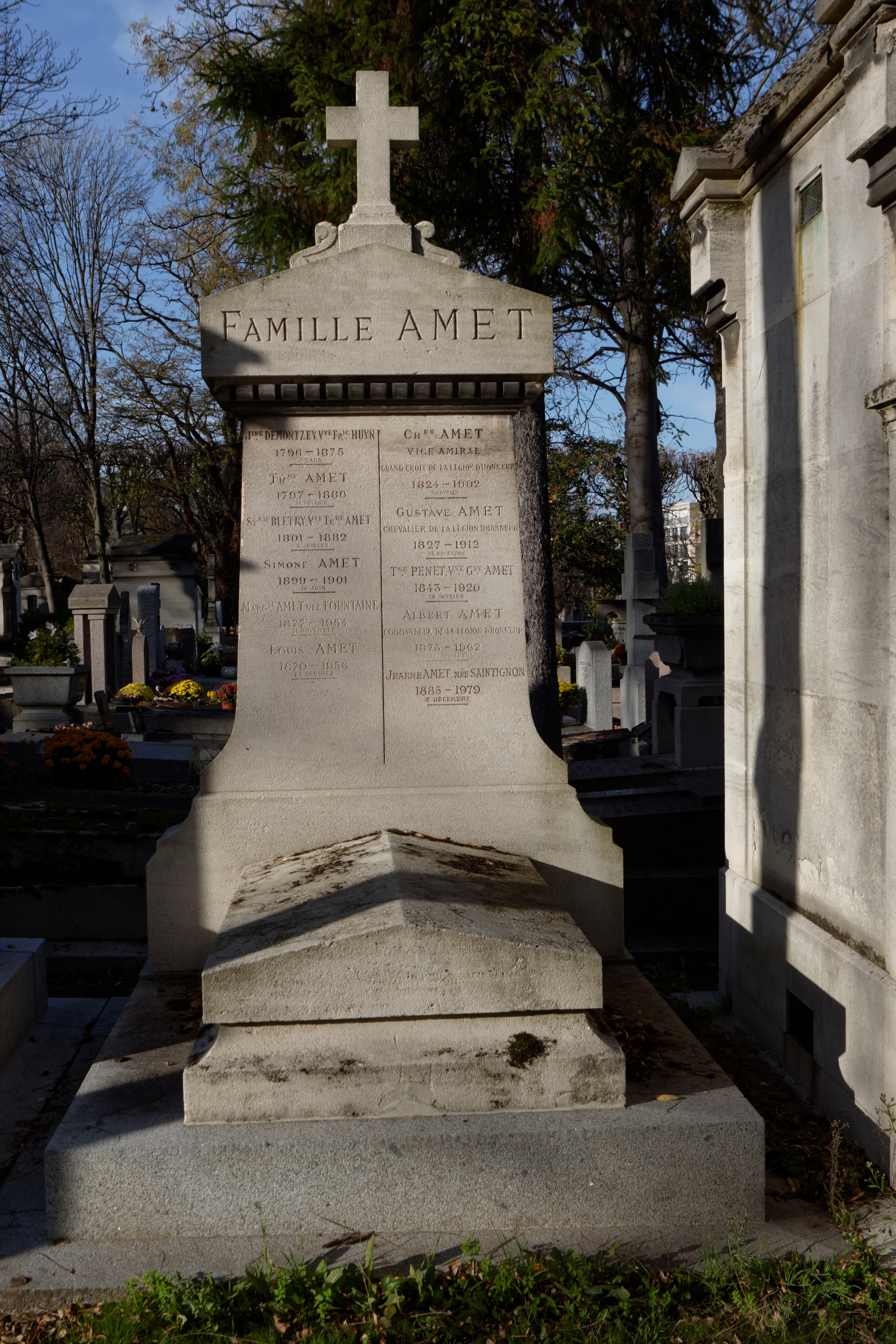
Tombe au cimetière du Père-Lachaise.

Il entre jeune dans la marine et est admis à l'école navale en 1840, à l'âge de 16 ans. Promu aspirant le 1er septembre 1842, il passe enseigne de vaisseau le 1er novembre 1846, puis lieutenant de vaisseau en 1854.
Pendant la campagne de Crimée, il est détaché au siège de Sébastopol où il est blessé et décoré de la Légion d'honneur. Nommé officier commandant la batterie numéro 2, il est élevé à la dignité d'officier de la Légion d'honneur en 1855. Durant les opérations de rapatriement, il prend le commandement de la frégate Algérie dont le commandant est atteint du typhus.
En 1858 il est commandant en second de la corvette Du Chayla. Il participe à l'expédition de Chine en y convoyant le baron Gros, Ambassadeur de France et à la prise de Biên Hòa.
Promu au grade de capitaine de frégate en 1862, il reçoit le commandement du Prégent. En 1863, il est nommé commandant en second de la frégate à vapeur Thémis, et il accompagne à Veracruz l'archiduc Maximilien qui va occuper le trône impérial du Mexique.
En 1865, il reçoit le commandement de la corvette à vapeur Laplace et participe à l'expédition de Corée. Il préside ensuite, au Japon, la commission internationale  chargée de déterminer l'emplacement des phares. Il retourne en France en passant par Tahiti et la Nouvelle-Calédonie, après une campagne de quatre ans.
Promu au grade de capitaine de vaisseau le 12 mars 1870, il est appelé durant le siège de Paris au commandement supérieur du fort de Montrouge. Il se distingue par sa conduite durant le siège du fort qui est violemment bombardé du 5 au 26 janvier 1871. Réduit à l'état de ruine, la garnison du fort tient encore la place à la capitulation de Paris. Amet et est mis à l'ordre du jour de l'armée et élevé au rang de Commandeur de la Légion d'Honneur en janvier 1871.
Contre-amiral le 3 août 1875, puis Vice-amiral le 7 décembre 1881, il prend le commandement de l'escadre de Méditerranée de 1887 à 1888. Il est nommé Grand-croix de la Légion d'Honneur en 1889.
Il meurt à Paris le 5 février 1902 et est inhumé au cimetière du Père-Lachaise (89e division).
La biographie du vice-amiral Charles Victor Amet, grand-croix de la Légion d'honneur, de 40 pages édité à Paris par les éditions Bloud et Cie, Éditeurs, 4, rue Madame, en 1902 nous a été conservée, auteur :  le vice-amiral de Courthille. Elle est destinée à l'amiral Henri Rieunier et porte la dédicace suivante :« À Monsieur le Vice-Amiral Rieunier compagnon d'armes de l'amiral Amet en Crimée, en Cochinchine et au siège de Paris. Son tout dévoué, signé de Courthille » - Cuirassé "Formidable", le 16 juin 1902.
Sa nièce Louise Amet a  épousé à Paris VIIIe, le 11 mai 1891, l'officier de marine Jean-François-Charles Amet : un lointain parent ayant des ancêtres en commun au XVIIe siècle. 

## Distinctions
- Grand-croix de la Légion d'honneur

### Sources et bibliographie
- Étienne Tréfeu, Nos marins : vice-amiraux, contre-amiraux, officers généraux des troupes de la marine et des corps entretenus, Berger-Levrault, 1888, 759 p., p. 233 et suiv.
- Étienne Taillemite, Dictionnaire des marins français, Tallandier, 2002, 576 p. (ISBN 978-2-84734-008-2), p. 12.